# Chiesa di San Leopoldo (Abetone)
La chiesa di San Leopoldo si trova nel comune dell'Abetone, frazione del comune sparso di Abetone Cutigliano, in provincia e diocesi di Pistoia.

## Storia e descrizione
L'importanza di questa chiesa consiste soprattutto nelle circostanze della sua fondazione. Posta ad una altezza di oltre mille metri, realizzata a partire dal 1782, si inserisce infatti tra gli interventi architettonici e ingegneristici voluti dal granduca Pietro Leopoldo per questa zona. Il suo impegno culminò con la costruzione della grande strada dell'Abetone, congiungente Firenze a Modena, su progetto del matematico Leonardo Ximenes.
Questo edificio religioso, eseguito su progetto di Bernardo Fallani, dall'architettura sobria, si pone dunque all'interno di un tale contesto viario che, per agevolare i contatti con l'Italia Settentrionale e l'Europa, tendeva a dotare i nuovi collegamenti stradali di tutti i servizi legati alle esigenze del viaggiatore.